# Core Infrastructure Initiative
Core Infrastructure Initiative (CII) est un projet de la Linux Foundation pour financer et soutenir les projets logiciels libres et open-source essentiels pour le fonctionnement d'Internet et d'autres principaux systèmes d'information. Le projet a été annoncé le 24 avril 2014 à la suite de la faille de sécurité Heartbleed, un bug de sécurité critique dans OpenSSL qui a concerné des millions de sites web,.

## Membres

### Membres fondateurs (2014)
- Amazon Web Services
- Cisco Systems
- Dell
- Facebook
- Fujitsu
- Google
- IBM
- Intel
- Microsoft
- NetApp
- Qualcomm
- Rackspace Hosting
- VMware

### Membres fondateurs supplémentaires (2014)
- Adobe Systems[3]
- Bloomberg LP[3]
- Hewlett-Packard Enterprise[3]
- Hitachi[4]
- Huawei Technologies[3]
- NEC[4]
- Salesforce[3]

## Projets soutenus en 2016
| Nom du Projet                            | Type                         | Financement (USD) | site web |
| ---------------------------------------- | ---------------------------- | ----------------- | -------- |
| Frama-C                                  | Outil de développement       | 192 000           |          |
| GnuPG                                    | Outil ou application système | 60 000            |          |
| Network Time Protocol Daemon             | Outil ou application système | 180 000           |          |
| OpenSSH                                  | Outil ou application système | 50 000            |          |
| OpenSSL                                  | Bibliothèque                 | 550 000           |          |
| OWASP Zed Attack Proxy                   | Outil ou projet de tests     | 23 000            |          |
| Reproducible Builds                      | Outil ou projet de tests     | 250 000           |          |
| The Fuzzing Project                      | Outil ou projet de tests     | 60 000            |          |
| The Linux Kernel Self Protection Project | Outil ou application système | 80 000            |          |
| NTPsec                                   | Outil ou application système | 150 000           |          |
| The Bouncy Castle                        | Bibliothèque                 | 15 000            |          |

En plus de ces projets, la Core Infrastructure Initiative a investi 120 000 USD pour l'éducation aux bonnes pratiques de programmation de logiciels open-source, 120 000 USD dans de l'analyse de projets open-source populaires ainsi que 95 000 USD pour auditer OpenSSL.